# 강인수 (경찰)
강인수(姜寅秀, ? ~ ?)는 대한제국의 경찰이다.

## 생애
출생 시기 등 신상 정보는 알려진 바 없다. 한일 병합 조약 체결을 앞둔 1909년 전라남도 광주경찰서 순사로 근무하고 있었다. 당시 조선의 경찰권을 장악한 통감부는 1907년 대한제국 군대 해산을 계기로 일어난 마지막 의병 항쟁 중 호남 지역에서 활동하던 의병을 진압한다는 명목으로 남한 대토벌 작전을 벌였다. 이를 위해 1909년 9월부터 10월 사이에 호남 지역에 대규모 병력이 투입되었다. 이때 강인수는 광주경찰서 순사 자격으로 일본군 보병 제69연대 10중대 및 임시 한국보병 제2연대 제8중대에 배속되어 이 작전에 참가했다.
강인수의 역할은 의병 토벌을 위한 정보 수집이었다. 1909년 10월 12일 광주 출신의 의병장으로 호남 지역에서 여러 차례 전공을 올린 임창모가 흑석산에서 아들과 함께 전사하는 일이 있었다. 강인수는 당시 총기를 휴대하고 저녁 식사를 준비하고 있던 임창모 일행을 알아보고 수배 중인 임창모와 용모가 비슷한 자가 있다는 정보를 토벌대에 제공했다. 그 결과 의병들은 조선인 순사 최진태가 포함된 토벌단의 기습공격을 받고 전멸하였다. 토벌대 소대장과 광주경찰서장은 임창모 의병 부대를 와해시키는데 현저한 공이 있다며 강인수에 대한 포상을 통감부에 상신하였다.
2007년 대한민국 친일반민족행위진상규명위원회가 발표한 친일반민족행위 195인 명단에 포함되었다. 2008년 민족문제연구소가 공개한 친일인명사전 수록예정자 명단 경찰 부문에도 선정되었다.

## 같이 보기
- 임창모

## 참고자료
- 친일반민족행위진상규명위원회 (2007년 12월). 〈강인수〉 (PDF). 《2007년도 조사보고서 II - 친일반민족행위결정이유서》. 서울. 1333~1336쪽쪽. 발간등록번호 11-1560010-0000002-10. [깨진 링크(과거 내용 찾기)]